# Römische Villa von Rabaçal
Koordinaten: 40° 1′ 47,4″ N, 8° 27′ 16″ W
Die Römische Villa von Rabaçal in Rabaçal bei Penela stammt nach dort gefundenen Münzen aus dem 4. Jahrhundert n. Chr. Sie lag nahe der Römerstraße von Olisipo (Lissabon) nach Bracara Augusta (Braga) in Portugal. 
Die 1984 begonnenen Grabungen legten den Grundriss einer Villa frei, deren Mittelpunkt ein achteckiges Peristyl bildet, um den sich die weiteren Räumlichkeiten symmetrisch gruppieren. Der Wirtschaftsbereich wurde in den nördlichen, der Wohnbereich in den westlichen Räumen lokalisiert. Die heute zum Schutz abgedeckten Mosaiken bilden eine eigene Gruppe. Sie unterscheiden sich von den übrigen im Lande gefundenen deutlich. 
Jährlich im Frühjahr findet hier ein Käsemarkt der lokalen Käsespezialität Queijo Rabaçal statt, der u. a. mit Aufführungen auch der römischen Zeit gedenkt.